# Stanisław Stetkiewicz
Stanisław Józef Ignacy Stetkiewicz (ur. 1 lutego 1891 w Częstochowie, zm. 19 grudnia 1977 w Warszawie) – żołnierz Legionów Polskich, oficer Wojska Polskiego w II Rzeczypospolitej, kawaler Orderu Virtuti Militari, doktor filozofii, historyk.

## Życiorys
Urodził się 1 lutego 1891 w Częstochowie, ówczesnym mieście powiatowym guberni piotrkowskiej, w rodzinie Stanisława (1846–1908), pułkownika, agronoma, właściciela majątku Łojki, i Anny z Dregierów (1868–1937) . Był bratem Franciszka (ur. 1893) , Stefana (1899–1918)  i Jana (ur. 26 kwietnia 1897).
Absolwent I Męskiego Gimnazjum Polskiego w Częstochowie i Uniwersytetu Jagiellońskiego w Krakowie. Działał w organizacji niepodległościowej „Znicz” i w Drużynach Strzeleckich. We wrześniu 1914 podjął pracę w częstochowskim gimnazjum, ale już w październiku tego roku wstąpił do Legionów Polskich. 1 listopada 1916 został mianowany podporucznikiem w kawalerii. Od 3 lutego do 4 kwietnia 1917 w Ostrołęce wykładał historię wojen na kawaleryjskim kursie podoficerskim. Po kryzysie przysięgowym internowany w Beniaminowie. W marcu 1918, po zwolnieniu z internowania, rozpoczął pracę w Ministerstwie Wyznań Religijnych i Oświecenia Publicznego .
18 grudnia 1918 został przyjęty do Wojska Polskiego z zatwierdzeniem awansu na porucznika, ogłoszonego w rozkazie generała majora Śmigłego. Służył w 7 pułku ułanów na stanowisku dowódcy szwadronu . 31 stycznia 1919 na własną prośbę został zwolniony z czynnej służby i zaliczony do I rezerwy. Powierzono mu obowiązki inspektora Okręgu Szkolnego Augustowskiego z siedzibą w Augustowie.
W lipcu 1920 powrócił do armii i otrzymał przydział do 7 pułku ułanów. W jego szeregach walczył na froncie przeciwbolszewickim. Za bohaterstwo w walce odznaczony został Krzyżem Srebrnym Orderu Virtuti Militari. 27 sierpnia 1920 został zatwierdzony z dniem 1 kwietnia 1920 w stopniu rotmistrza, w kawalerii, w grupie oficerów byłych Legionów Polskich. Po zdemobilizowaniu wrócił do pracy w oświacie.
19 maja 1926, cztery dni po zamachu stanu, napisał do Ministerstwa Spraw Wojskowych list o treści: ”wobec przystąpienia do buntu i złamania przez 7 Pułk Ułanów przysięgi żołnierskiej na wierność Rzeczypospolitej i Konstytucji, uważam wszelkie węzły moralne, łączące mnie niegdyś z tym pułkiem, za definitywnie zerwane. W tych warunkach proszę o przeniesienie mnie na etat innego (niezbuntowanego) pułku, gdyż na wypadek wojny zewnętrznej nie umiałbym już z należytym zapałem walczyć pod sprofanowanym sztandarem. Gdyby przeniesienie mnie na etat innego pułku nie było możliwem, proszę o odjęcie mi szarży oficerskiej”. List trafił do Komisji Likwidacyjnej gen. broni Żeligowskiego. 14 lipca szef sztabu Komisji Likwidacyjnej płk SG Janusz Gąsiorowski zwrócił się poufnie do dowódcy Okręgu Korpusu Nr III: „zechce Pan Generał zawiadomić przez właściwą P.K.U. rtm. rez. dr. STETKIEWICZA Stanisława 7 p. uł., zamieszkałego w Wilnie, przy ul. Wolana 10, że prośba jego do M.S.Wojsk. z dnia 19.V.1926 r. o przeniesienie do innego pułku – uwzględniona nie będzie. Prośba zaś jego o odjęcie mu szarży oficerskiej (w razie nieuwzględnienia prośby o przeniesienie do innego pułku) dla braku ustawowych ku temu podstaw – nie będzie rozpatrywana”.
Był dyrektorem Szkoły Handlowej w Równem. W 1934 pozostawał w ewidencji Powiatowej Komendy Uzupełnień Równe. Posiadał przydział do Oficerskiej Kadry Okręgowej Nr II. Był wówczas w grupie oficerów rezerwy kawalerii „powyżej 40 roku życia”. Następnie zajmował stanowisko inspektora administracyjnego, a później naczelnika wydziału w Zarządzie Centralnym Ministerstwa Wyznań Religijnych i Oświecenia Publicznego. 20 kwietnia 1937 minister Wojciech Świętosławski powierzył mu prace inspekcyjne, w tym kontrolę czynności administracyjnych władz szkolnych I i II instancji. Z dniem 1 lutego 1939 został mianowany kuratorem Okręgu Szkolnego Poznańskiego.
W okresie okupacji niemieckiej pracował w Warszawie, organizował tajne nauczanie. Po upadku powstania warszawskiego wywieziony do Pruszkowa.
Po wojnie pracował w szkolnictwie na różnych stanowiskach. Zmarł 19 grudnia 1977 w Warszawie. Został pochowany na Cmentarzu Powązkowskim w Warszawie.
Był żonaty z Janiną z Bałasiów (1904–1993). Małżeństwo było bezdzietne.

## Ordery i odznaczenia
- Krzyż Srebrny Orderu Virtuti Militari nr 5446 – 17 maja 1922[17][18]
- Krzyż Niepodległości – 17 marca 1932 „za pracę w dziele odzyskania niepodległości”[19][1]
- Odznaka „Za wierną służbę” nr 527[20]